# كريس مولر (لاعب هوكي الجليد)
كريس مولر (بالإنجليزية: Chris Mueller)‏ هو لاعب هوكي الجليد أمريكي، ولد في 6 مارس 1986 في ويست سينيكا في الولايات المتحدة.

## وصلات خارجية
- كريس مولر على موقع دوري الهوكي الوطني (الإنجليزية)
- كريس مولر على موقع EliteProspects.com (الإنجليزية)
- كريس مولر على موقع HockeyDB.com (الإنجليزية)
- كريس مولر على موقع Hockey-Reference.com (الإنجليزية)